# Лапина, Марина Михайловна
Марина Михайловна Лапина — советская и российская оперная певица (драматическое сопрано), солистка Большого театра России. Лауреат I премии Международного конкурса вокалистов им. М. И. Глинки. Лауреат I премии Международного конкурса им. П. И. Чайковского. Заслуженная артистка России (1996).

## Биография
Родилась и выросла в Москве. Окончила дирижёрско-хоровое отделение Музыкального училища имени Гнесиных, вокальный факультет Государственного музыкально-педагогического института по классу профессора Л. Ярославцевой в 1991 году. С 1983 года занималась вокалом у профессора Гертруды Трояновой.
Во время учёбы участвовала в конкурсах вокалистов, где занимала призовые места. В 1991 году получила первую премию Международного конкурса вокалистов им. М. И. Глинки. В 1992 году была принята в стажёрскую группу Большого театра. В 1994 году получила первую премию Международного конкурса им. П. И. Чайковского, после чего была зачислена солисткой в оперную труппу Большого театра.
В 1996 году была удостоена звания «Заслуженная артистка России».

## Репертуар
В Большом театре Марина Лапина исполняет ведущий репертуар драматического сопрано:
- Турандот («Турандот» Дж. Пуччини);
- Флория Тоска («Тоска» Дж. Пуччини);
- Аида («Аида» Дж. Верди);
- Лиза («Пиковая дама» П. Чайковского);
- Ярославна («Князь Игорь» А. Бородина);
- Иоанна («Орлеанская дева» П. Чайковского);
- Маргарита («Фауст» Ш. Гуно);
- Земфира («Алеко» С. Рахманинова);
- Амелия («Бал-маскарад» Дж. Верди);
- Леонора («Трубадур» Дж. Верди);
- Сусанна («Хованщина» М. Мусоргского);
- Наташа («Опричник» П. Чайковского);
- Купава («Снегурочка» Н. Римского-Корсакова);
- Абигайль («Набукко» Дж. Верди);
- Фата Моргана («Любовь к трем апельсинам» С. Прокофьева).

Также в репертуаре партии сопрано в «Военном реквиеме» Бенджамина Бриттена, «Реквиеме» Джузеппе Верди и другие сочинения.
Наряду с Маквалой Касрашвили, Ниной Раутио, Ириной Удаловой и Еленой Зеленской является одной из шести сопрано, которые смогли исполнить партию Иоанны в опере П. И. Чайковского «Орлеанская дева» в оригинальной тональности.

## Гастрольная деятельность
Выступала в США, Чили, Швейцарии, Франции, Нидерландах, Греции, Англии, Австрии, Финляндии, Японии, Южной Корее, Болгарии, Югославии.
Известна своей интерпретацией партии Турандот в одноимённой опере Дж. Пуччини. Она исполняла её в Большом театре, Мариинском театре, в Национальном театре «Эстония», Театре Базеля, Болгарском национальном театре оперы и балета, Польской национальной опере, Опере Остина, Национальном театре оперы и балета Македонии.
Исполнила партию Татьяны в опере Сантьяго (Чили), партию Аиды в одноимённой опере Дж. Верди — в опере Нанта (Франция), партию Сусанны в опере «Хованщина» М. П. Мусоргского — в Национальной Парижской опере.